# ۱۰۳۹ (قمری)
۱۰۳۹ (قمری)، هزار و سی و نهمین سال در گاهشماری هجری قمری است. اول محرم این سال برابر با بیست و یکم اوت سال ۱۶۲۹ میلادی است.

## وابسته
- سعدیان